# Карло Пацек
Карло Пацек (Karol Pacek; Мезоберењ, децембар 1807— фебруар 1876) пореклом  Словак лутерант, пионир здравствене службе у Кнежевини Србији,
један од дворских и личних лекара кнеза Милоша Обреновића, организатор војног и цивилног санитета заједно са др
Емерихом Линденмајером у обновљеној Србији, после вишевековног ропства под Османлијама, и први лекар у Србији који се бавио баленологијом.

## Живот и каријера
Рођен је 1807 године у варошици Мезе Берени или Мезеберењи у Мађарској (Угарска). Медицину је дипломирао 1833. године у Пешти у Хабсбуршкој монархији која је 18. и 19. веку, поред Аустрије и Мађарске (Угарске), обухватала широку територију, у чији састав је улазила већина словенских земаља: Чешка, Словачка, Галиција, Украјина, Хрватска, Далмација, Славонија и територија данашње Војводине.
По дипломирању као један од многих лекара пречана др Карло Пацек, дошао је у Србију 1834. године,  која је тада имала мање од 700 хиљада становника, у време  последњих година прве владе Милоша Обреновића. Лекарску праксу у Србији прво је обављао као окружни физикус Подринско-савске команде у Шапцу, затим као гардијски лекар са чином капетана у кнежевој гарди у Крагујевцу.
Године 1837. постављен је на српском двору као саветник и лични лекара кнеза Милоша. Након што је у „Попечитељству внутрених дјела“ основано „Одјеленије карантинско“ са санитетом које је било надлежно за здравствену заштиту целе земље, народа и војске, за начелника овог одељења кнез Милош је, указом од 15. марта 1839. године, поставио др Карла Пацека, за првог шефа санитета у обновљеној Србији. Крајем 1839. годин др Јован Стејић је био постављен на место шефа цивилног санитета, уместо др Пацека. Убрзо, након што је др Стејић био постављен за главног секретара Државног совјета, др Пацек је поново враћен на положај начелника санитета. На том положају др Пацек и др Стејић су били више пута измењивани.
Први је у Србији извршио форензичку експертизу и балзамовао тело Милана (1839), првог сина Милоша Обреновића.
Карло Пацека био је први лекар који је за кнезом Милошем 1842. године отишао из Србије, да би се у њу вратио 1859. године заједно са Обреновићима. По повратку у Србију др Пацек се није више бавио медицином, већ је радио као саветник кнеза Михајла.
Умро је у Бечу 1876. године.

## Дело
Како је у 19. веку становништву стално претила опасност од појаве епидемије куге и других зараза из окружења Србије, Кнез Милош је да би спречио продор куге и других зараза у Србију наредио предузимање превентивних мера. Подигнути су карантини на главним граничним улазима и основан је санитетски кордон дуж турске границе. У те активности били су укључени др Карло Нађ из земунског контуминаца као главни експерт, а као непосредни саветници са њим сарађивали су др Карло Пацек шеф „Карантинског одијеленија са санитетом“ др Линденмајер и др Куниберт.
На основу искуствав стечених у раду са др Карлом Нађом, и сопственог искуства истраживања, Карло Пацек је у пролеће 1839. године, при крају прве владавине кнеза Милоша предложио Совјету решења према којима је требало извршити постављења физикуса по окрузима као и прописати њихова права и дужности. У допису, који је др Карло Пацек у својству Начелника Санитетског одељења у свом акту од 17. априла 1839. године, предложио је постављање нових физикуса и то образложио речима:
| „ | Довољно је познато Високо Славном Совјету, са су до сада сва окружја са лекарима оскудевала; исто тако познато је и то, да би за сав Народ нужно и полезно било своје лекаре имати; и по томе Попечитељство внутрених дела тога мненија, да се за свако Окружје по један искусни лекар определи. Но, будући да за сада није можно сва Окружја с правим и искусним лекарима снабдети, а с невештима и шарлатанима овакова попунити, ни на какву помоћ Народу не би служило, него истима на већу погубу здравља и живота било би: То Попечитељство налази да се за сада главна места, од части с Докторима, од части искусним Хирургима снабдеду. | ” |

Када се почетком 1839. у многим окрузима у Србији појавила епидемија великих богиња, у циљу њеног сузбијања  издао је „Правило за калемљење богиња“ (1839), којим је значајно умањена опасност од великих богиња. Међутим, како у народу вакцинација није била радо прихваћена, осим у случајевима када би епидемија непосредно припретила, шест година касније овај закон је морао да буде пооштрен.
Пацек је средином 1842. године са др Емерих Линдермајер (првим шефом војног санитета) у Београду основао прво „Лекарско читалиште“ које је помогло лекарима у Србији да прате савремене токове науке. Поред тога он је својим колегама широм унутрашњости Србије набављао медицинске књиге које им је слао на читање.
Први лекар у Србији који је извршио стручну експертизу и балзамовање тела рано преминулог Милошевог сина, кнеза Милана. био је др Карло Пацек.
Др Карло Пацек први у Србији се бавио балнеологијом и први предложио да се воде из Рибарске, Јошаничке, Брестовачке, Паланачке и Вишњичке бање пошаљу на испитивање у Беч. Након бројних анализа и истраживања Карло Пацек је све минералне воде у Србији класифиловао и утврдио којим болестима која одговара и како која вода треба да се употребљава.

### Објављене књиге и закони
Карло Пацек је аутор већег број дела и закона из области организације санитетске службе и превентивне медицине, од којих су најпознатија:
- „Правило како се ваља од колере чувати и како се колера може познати, како се од ње ваља лечити и како се после ње ваља владати“,
- „Упутство за лечење у лековитим бањама и за пијење минералних вода у Србији“
- „Поученије о беснилу“,
- „Правило за калемљење богиња“,
- „Закон о окружним лекарима и физикусима“ (познат и као „Пацеков закон“), из 1839. године,
- „Закон о лекарским платама и хонорарима“.[а]